# 圓教寺 (姬路市)
圓教寺（えんぎょうじ）是位在日本兵庫縣姬路市的寺院，天台宗別格本山。山號「書寫山」（しょしゃざん）。本尊如意輪觀音、開基（創立者）為性空。別稱「西之比叡山」，是西國三十三箇所中最大規模之寺院，和比叡山、大山並稱天台之三大道場。受到皇族、貴族的信仰。

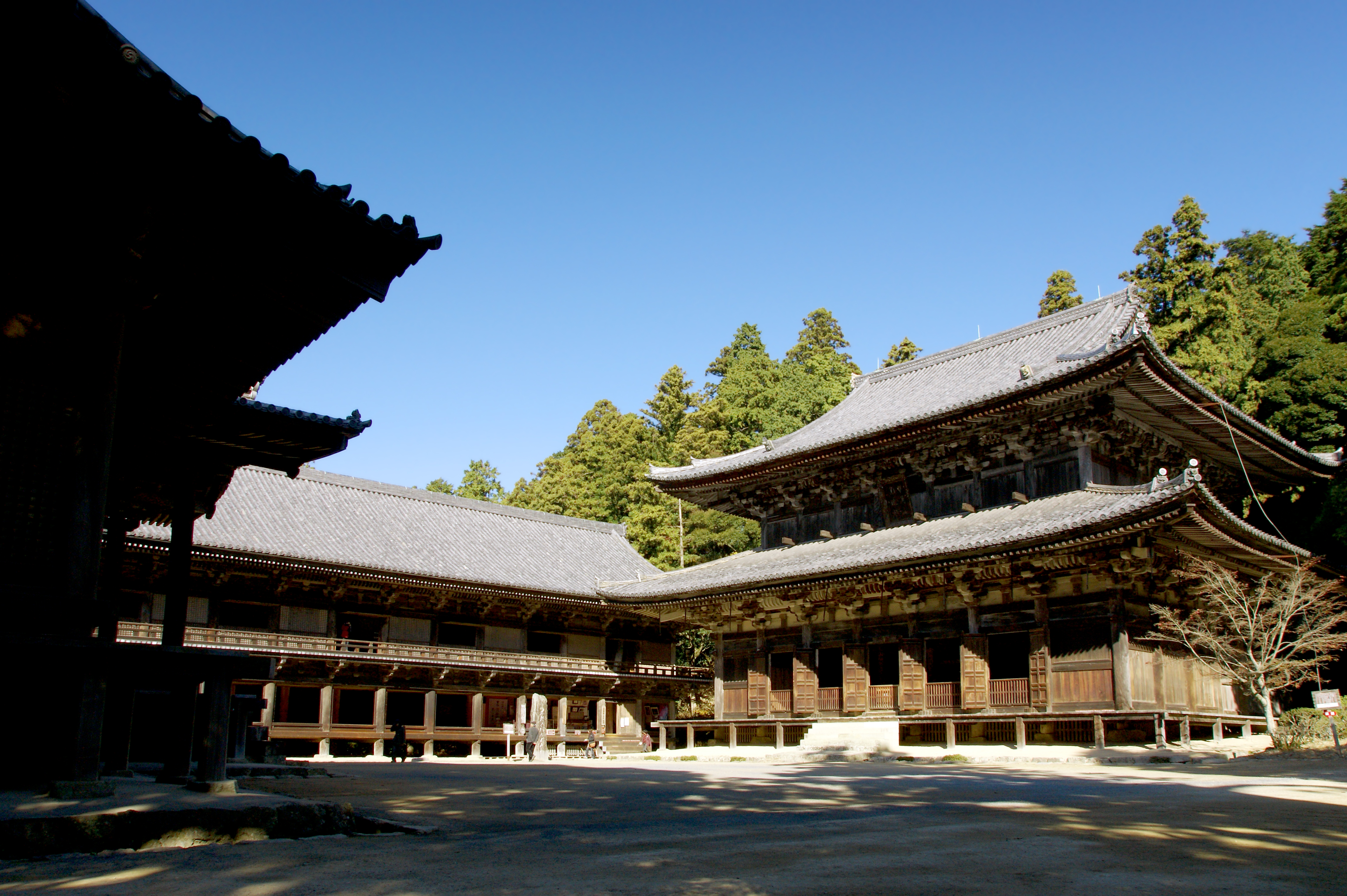
常行堂・食堂・大講堂
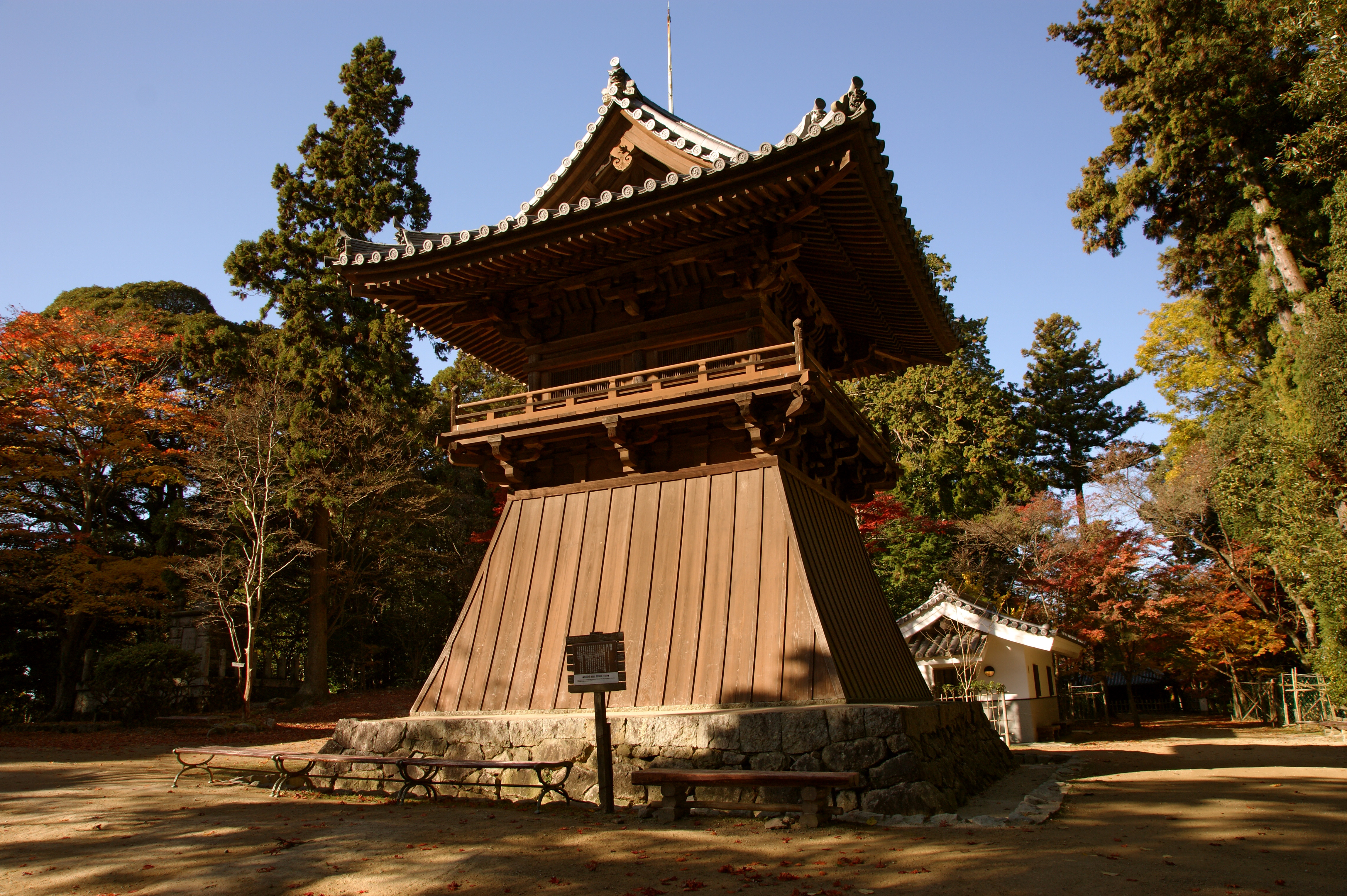
鐘樓
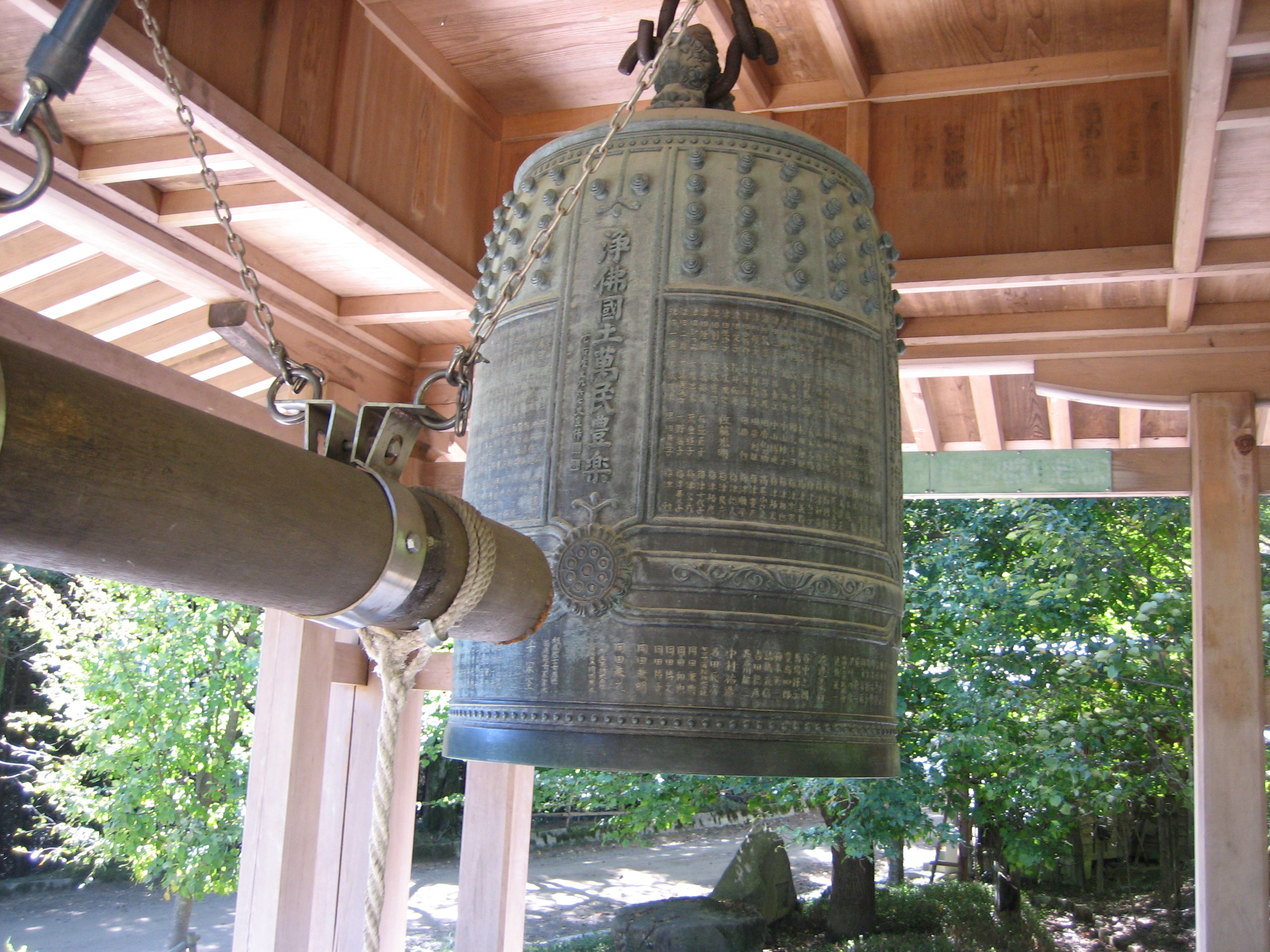
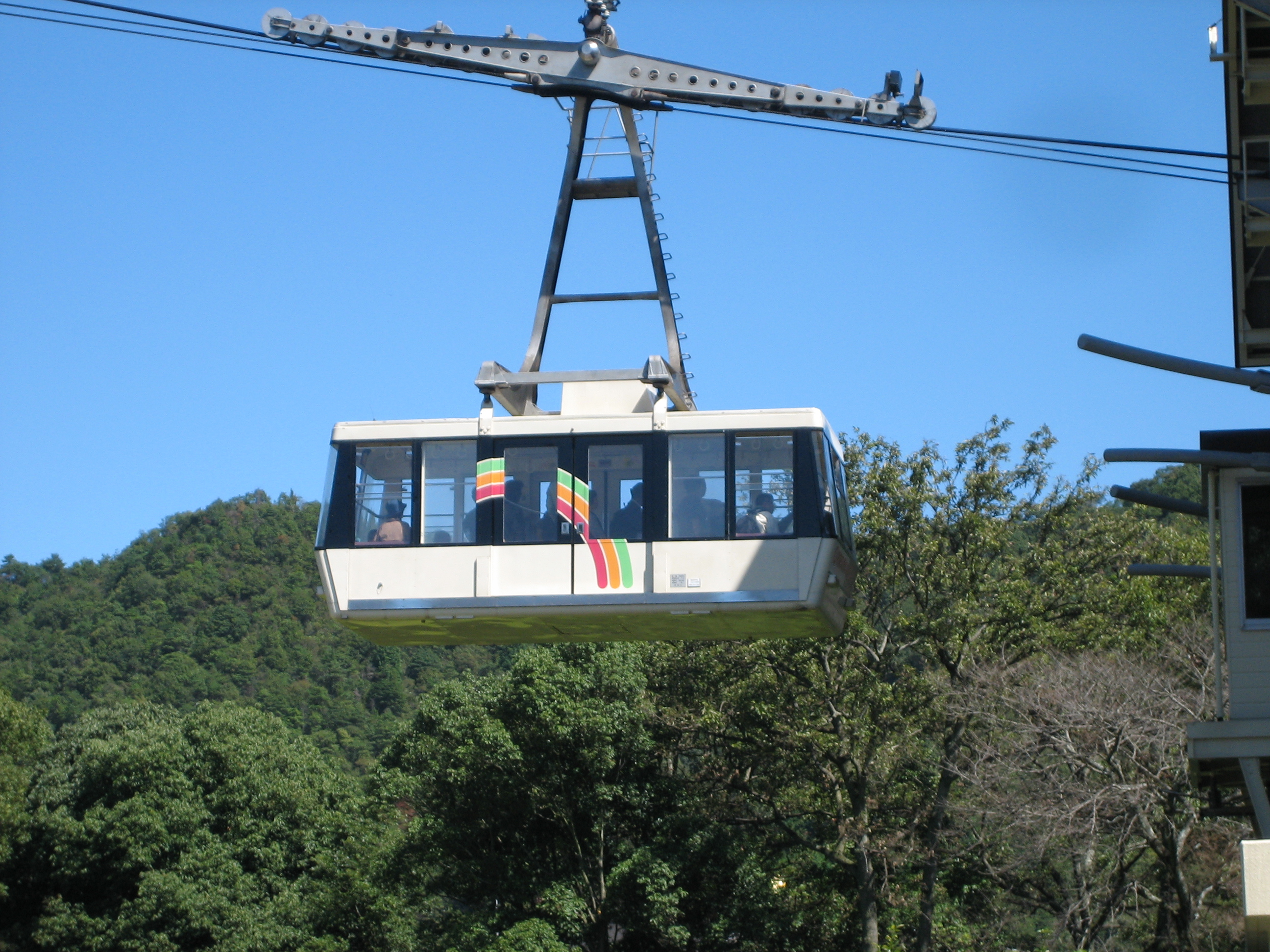
書写山索道
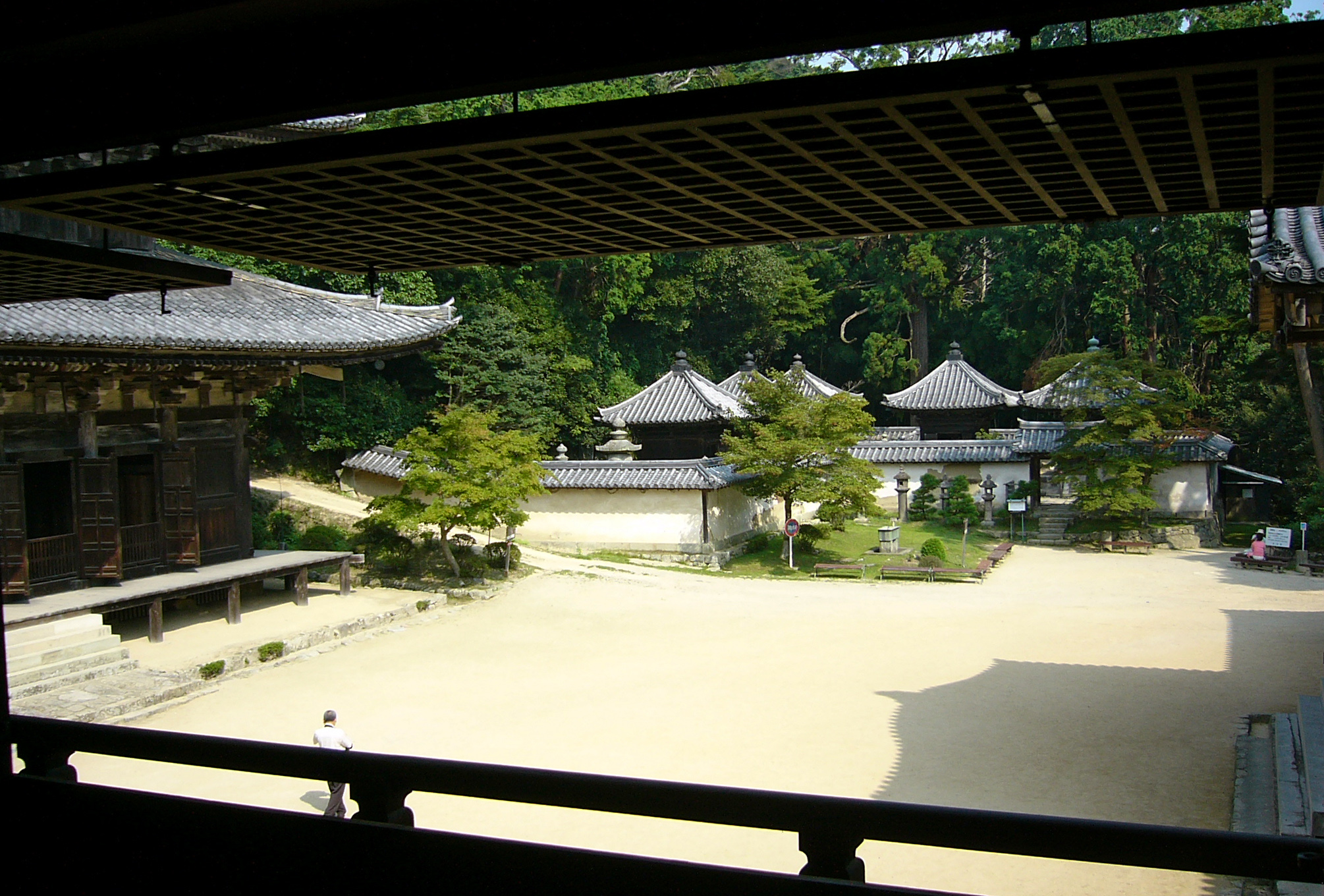
本多家廟所
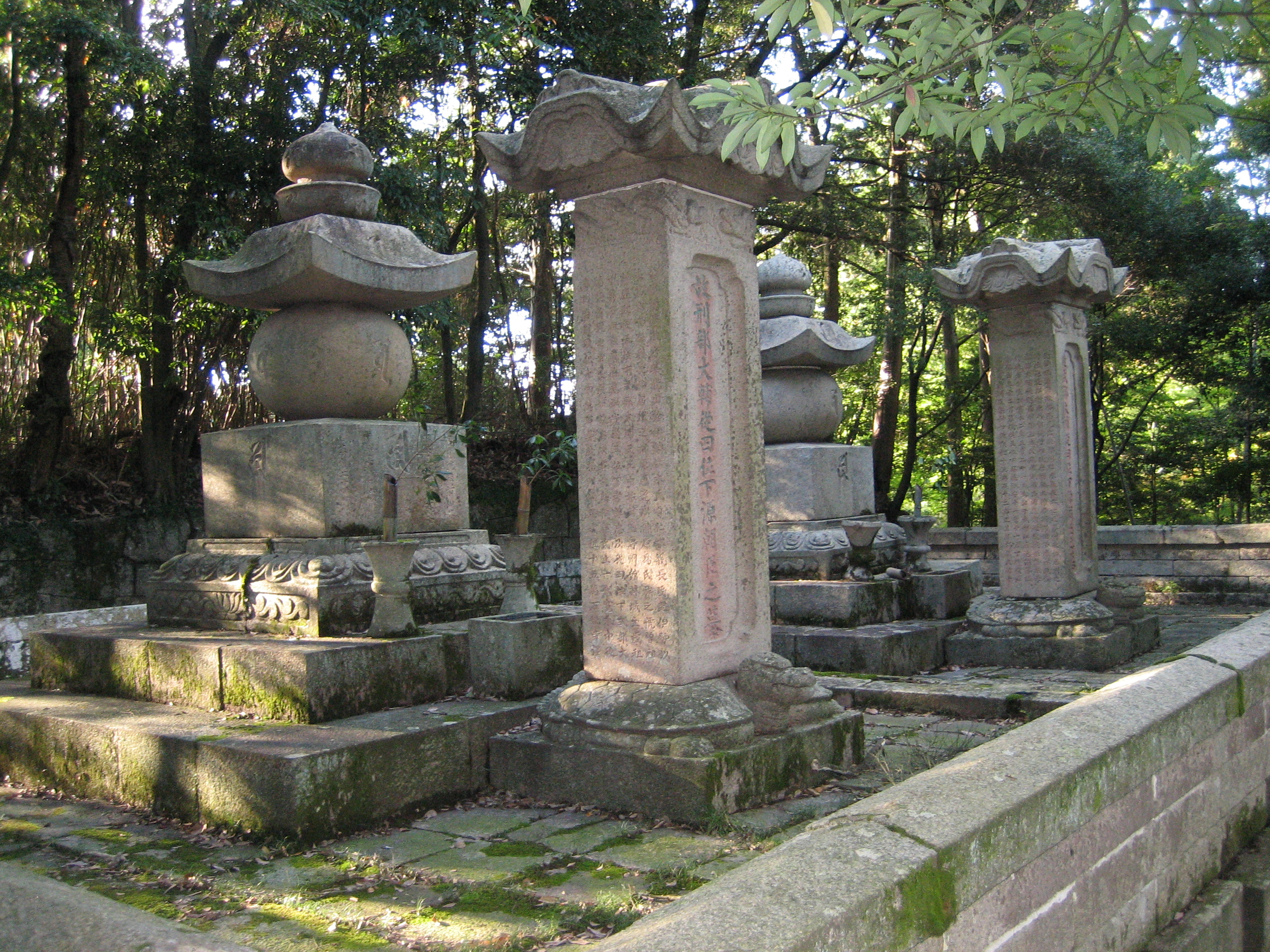
榊原家廟所

## 關連項目
- 西國三十三箇所

## 外部連結
- 書寫山圓教寺 （页面存档备份，存于）